# Bernd Bank
Bernd Bank (* 1. Mai 1941; † 5. Januar 2024) war ein deutscher Mathematiker und Hochschullehrer.

## Leben
Bank studierte von 1959 bis 1965 Angewandte Mechanik an der Technischen Hochschule Magdeburg.
Von 1965 bis 1969 war er dort am I. Mathematischen Institut als wissenschaftlicher Assistent tätig.
1969 promovierte er an der Technischen Hochschule Magdeburg mit einer Arbeit zum Thema Über die Anwendung der "Brand-and-Bound"-Methode auf Reihenfolgeprobleme.
Nach seiner Promotion wechselte er zur Humboldt-Universität zu Berlin.
Dort arbeitete er als wissenschaftlicher Assistent und Dozent an der Sektion Mathematik.
1977 habilitierte er sich ebenda mit einer Arbeit zum Thema Qualitative Stabilitätsuntersuchungen rein- und gemischt-ganzzahliger linearer parametrischer Optimierungsprobleme.
1987 wurde er dort außerordentlicher Professor.
Seit 1993 bis zu seiner Emeritierung hatte er dort eine Professur für Mathematik und Diskrete Mathematik inne.
Von 1992 bis 1995 war er Erster Vizepräsident der Humboldt-Universität zu Berlin.

## Forschungsinteressen, Forschungsaufenthalte und Gastprofessuren
Hauptforschungsthemen von Bank waren die Optimierung und die Numerische Mathematik.
Bank war Gastprofessor an den Universitäten von Havanna, Caracas, Graz, Montevideo, Pisa und Montreal.
Außerdem arbeitete er zu Forschungszwecken und als Gastprofessor an den Instituten und Universitäten Universidad de Cantabria in Santander (1995 und 1998), Buenos Aires (1997), Mathematical Sciences Research Institute (MSRI) an der University of California, Berkeley (1998) und an der École polytechnique in Palaiseau (1998 und 2000).
Bernd Bank starb im Januar 2024 nach kurzer schwerer Krankheit. Sein Grab findet er auf dem Ostfriedhof Magdeburg.

## Veröffentlichungen

### Bücher
- Non-Linear Parametric Optimization, Mathematische Lehrbücher und Monographien, II. Abteilung: Mathematische Monographien, Band 58, zusammen mit Jürgen Guddat, Diethard Klatte, Bernd Kummer, Klaus Tammer, Akademie-Verlag, Berlin, 1982. Auch erschienen bei Birkhäuser, Basel-Boston, 1983. Birkhäuser, Softcover reprint of the original 1st ed. 1983, 11. April 2014, ISBN 978-3-0348-6330-8
- Theorie der Linearen Parametrischen Optimierung zusammen mit František Nožička, Horst Hollatz, Jürgen Guddat, Berlin Akademie-Verlag, 1974
- Qualitative Stabilitätsuntersuchungen rein- und gemischt-ganzzahliger linearer parametrischer Optimierungsprobleme, 1978, Berlin: Humboldt-Universität, OCLC 310825858

### Als Herausgeber
Bank war Mitherausgeber der Zeitschriften
- Convex Analysis, Universität Montpellier
- Investigación Operational, Universität Havanna
- Proceedings of the Third International Conference on Approximation and Optimization in the Caribbean III, Puebla, Mexico 1995, in: Aportaciones Matematicas, Serie Comunicaciones, No. 24, 1999, ISBN 9789683670748, OCLC 49999427

### Artikel
- Degeneracy Loci and Polynomial Equation Solving zusammen mit Marc Giusti, Joos Heintz, Grégoire Lecerf, Guillermo Matera, Pablo Solernó, in Foundations of computational mathematics, Bd. 15, 23. Oktober 2014, Nr. 1, 2015 S. 159–184 online
- Algorithms of intrinsic complexity for point searching in real singular hypersurfaces zusammen mit Marc Giusti, Joos Heintz, Lutz Lehmann, Luis-Miguel Pardo, 2011, Berlin: Humboldt-Universität doi:10.18452/2828 online
- On the geometry of polar varieties zusammen mit  Marc Giusti, Joos Heintz, Mohab Safey El Din, Eric Schost, 2009, Berlin: Humboldt-Universität, OCLC 607582418 online
- On the intrinsic complexity of point finding in real singular hypersurfaces zusammen mit Marc Giusti, Joos Heintz, Luis Miguel Pardo, 2009, Berlin: Humboldt-Universität, OCLC 607582416 online
- Variétés bipolaires et résolution d'une équation polynomiale réelle zusammen mit Marc Giusti, Joos Heintz, Luis Miguel Pardo, 2009, Berlin: Humboldt-Universität, OCLC 607582423 online
- Constraint databases, geometric elimination and geographic information systems 07212 abstracts collection; Dagstuhl seminar zusammen mit Max J. Egenhofer, Bart Kuijpers, 2007, Internat. Begegnungs- und Forschungszentrum für Informatik, OCLC 1184342124 online
- The average behaviour of greedy algorithms for the knapsack problem: computational experiments zusammen mit Gennady Diubin, Alexander Korbut, I. Sigal, 2004, Berlin: Humboldt-Universität, OCLC 837360016 online
- A first approach to generalized polar varieties zusammen mit Marc Giusti, Joos Heintz, Luis Miguel Pardo, 2003, Berlin: Humboldt-Universität, OCLC 64656273 online
- Equations for polar varieties and efficient real elimination zusammen mit Marc Giusti, Joos Heintz, G. M. Mbakop, 1999, Berlin: Humboldt-Universität, OCLC 76110081 online
- Polar varieties, real equation solving and data structures the hypersurface case zusammen mit Marc Giusti, Joos Heintz, G. M. Mbakop, 1996, Berlin: Humboldt-Universität, OCLC 75888394 online
- Computability and complexity of polynomial optimization problems, 1991, Berlin: Humboldt-Universität, OCLC 75263220
- Parametric integer optimization zusammen mit Reinhard Mandel, 1988, Berlin: Akademie-Verlag, OCLC 18492328, ISBN 9783055003981
- The existence of optimal points for (mixed) integer optimization problems zusammen mit Reinhard Mandel, 1987, Berlin: Humboldt-Universität, OCLC 46079888
- Quantitative stability of (mixed) integer linear optimization problems zusammen mit Reinhard Mandel, 1987, Berlin: Humboldt-Universität
- Sensitivity, stability and parametric analysis zusammen mit Anthony V. Fiacco und anderen, 1984, Amsterdam: Nord-Holland, ISBN 9780444875730, OCLC 781604016
- Stability of mixed-integer quadratic programming problems zusammen mit Rainer Hansel, 1982, Berlin: Humboldt-Universität, OCLC 46065816
- Nichtlineare parametrische Optimierung, Teil 1 bis 3 zusammen mit anderen, Sektion Mathematik der Humboldt-Universität zu Berlin, 1981, Seminarberichte